# Josef Bušek
Josef Bušek (28. srpna 1901 Smíchov – 21. dubna 1993 Praha) byl český a československý pólista – brankář, účastník olympijských her 1928, 1936. Civilním povoláním projektant a architekt se specializací na rekonstrukce historických objektů.
Pocházel z umělecké rodiny. Otec Jan Bušek byl hudební pedagog, majitelem hudební školy na Smíchově. Strýc z matčiny strany Jindřich Feld st. byl známý český houslista a bratranec Jindřich Feld skladatel vážné hudby.
V letech 1919-1924 studoval ČVUT v Praze, obor architektura a pozemní stavitelství. Mluvil plynně francouzsky a německy. Jeho vášní byl plavecký sport. Již průběhu studia se stal brankařskou jedničkou vodního póla v pražském plaveckém klubu ČPK Praha. Po ukončení studia byl od roku 1925 dlouhé roky oporou československé reprezentace. Startoval na dvou olympijských hrách v roce 1928 a 1936. Sportovní kariéru ukončil v roce 1948
Jako projektant začínal v ateliéru arch. Antonína Engela a později jako vrcholový sportovec pracoval v projekční kanceláři ministerstva zdravotnictví a ministerstva veřejných prací. Po skončení sportovní kariéry v roce 1948 nastoupil do R-ateliéru Stavoprojektu. Od roku 1954 přešel do nově vzniklého Státního ústavu pro rekonstrukce památkových měst a objektů (SÚRPMO), kde byl až do odchodu do důchodu v roce 1977 prvním vedoucím technického odboru. Jeho prvním velkým projektem v R-ateliéru byla rekonstrukce Kramářovy vily s úpravou pro vládní účely. Jako vedoucí projektakt zpracoval rekonstrukci historických objektů – Karlova Koruna, zámek v Doudlebech, zámek v Benešově nad Ploučnicí, hrad Lipnice, hrad Litice, hrad Švihov, hrad Vysoký Chlumec. Jako projektant dílčích částí figuruje u většiny rekonstruovaných historických objektů v období 1954-1977.
Zemřel roku 1993 ve věku 91 let, pohřben je na hřbitově Malvazinky.